# 열애 (2014년 영화)
"열애"는 2014년에 개봉한 대한민국의 영화이다.

## 캐스팅
- 정민 : 동우 역
- 오유나 : 윤서 역
- 한초아 : 민희 역
- 서권순 : 희라 역
- 성민수 : 지용 역
- 이요성 : 태욱 역
- 한성식 : 약사 역
- 허동원 : 경찰 역
- 전하라 : 화장품 주인 역
- 박지수 : 화장품 점원 역
- 임연주 : 주미 역
- 함신영 : 슈퍼 주인 역
- 양제연
- 이자은 : 다방녀 역
- 문보연 : 다방녀 역
- 유혜진 : 다방녀 역
- 길성섭 : 다방남 역
- 이종혁 : 다방남 역
- 김범석 : 다방남 역
- 김원희 : 동우 친구 역
- 우혜진